# Панасоник вајлд најтс
Панасоник вајлд најтс је јапански рагби јунион клуб из града Ота. Овај рагби клуб је основала група радника 1960. Вајлд најтси су у два наврата освојили титулу првака Јапана у рагбију.

## Успеси
Топ лига - 2
2008, 2010.